# Drolshagen
Drolshagen es un municipio situado en el distrito de Olpe, en el estado federado de Renania del Norte-Westfalia (Alemania), con una población a finales de 2016 de unos 11 887 habitantes.
Se encuentra ubicado en la zona centro-sur del estado, en la región de Arnsberg, en el territorio montañoso de Sauerland, cerca de la frontera con el estado de Renania-Palatinado.